# Костариха (станция)
Костари́ха — железнодорожная станция Заволжского направления Горьковской железной дороги в Нижнем Новгороде. Открыта в 1934 году.
Входит в состав 1-й Сормовской линии Нижегородской городской электрички.
|  |  |

|  |  |

|  |  |

|  |  |

|  |  |

|  |  |

|  |  |

|  |  |

|  |  |

|  |  |

|  |  |

|  |  |

|  |  |

|  |  |

|  |  |

|  |  |

|  |  |

|  |  |

|  |  |

|  |  |

|  |  |

|  |  |

## География
Расположена между Московским вокзалом и остановочным пунктом Лесной городок на двух участках:
- Нижний Новгород-Сортировочный — о.п. 58 км
- Нижний Новгород-Московский — Костариха (только для пассажирских перевозок).

Расстояние до узловых станций (в километрах): Нижний Новгород-Сортировочный — 3, Нижний Новгород-Московский — 5, о. п. 58 км — 53.
Соседние станции (ТР4):
- 260003 Горький-Сортировочный
- 260200 Нижний Новгород-Московский
- 261218 Чаадаево

Возле станции находится озеро Больничное.
Выход на улицу Кузбасская. Остановка общественного транспорта «Станция Костариха».

## История
В прошлые времена рядом находилась одноимённая деревня, на месте которой сейчас больница № 39. Во второй половине XX века была крупнейшей в городе погрузочной станцией. Для посадки пассажиров выделена одна боковая платформа, откуда пригородными электропоездами можно добраться до Московского вокзала и вплоть до остановочного пункта Заволжье-пассажирская.

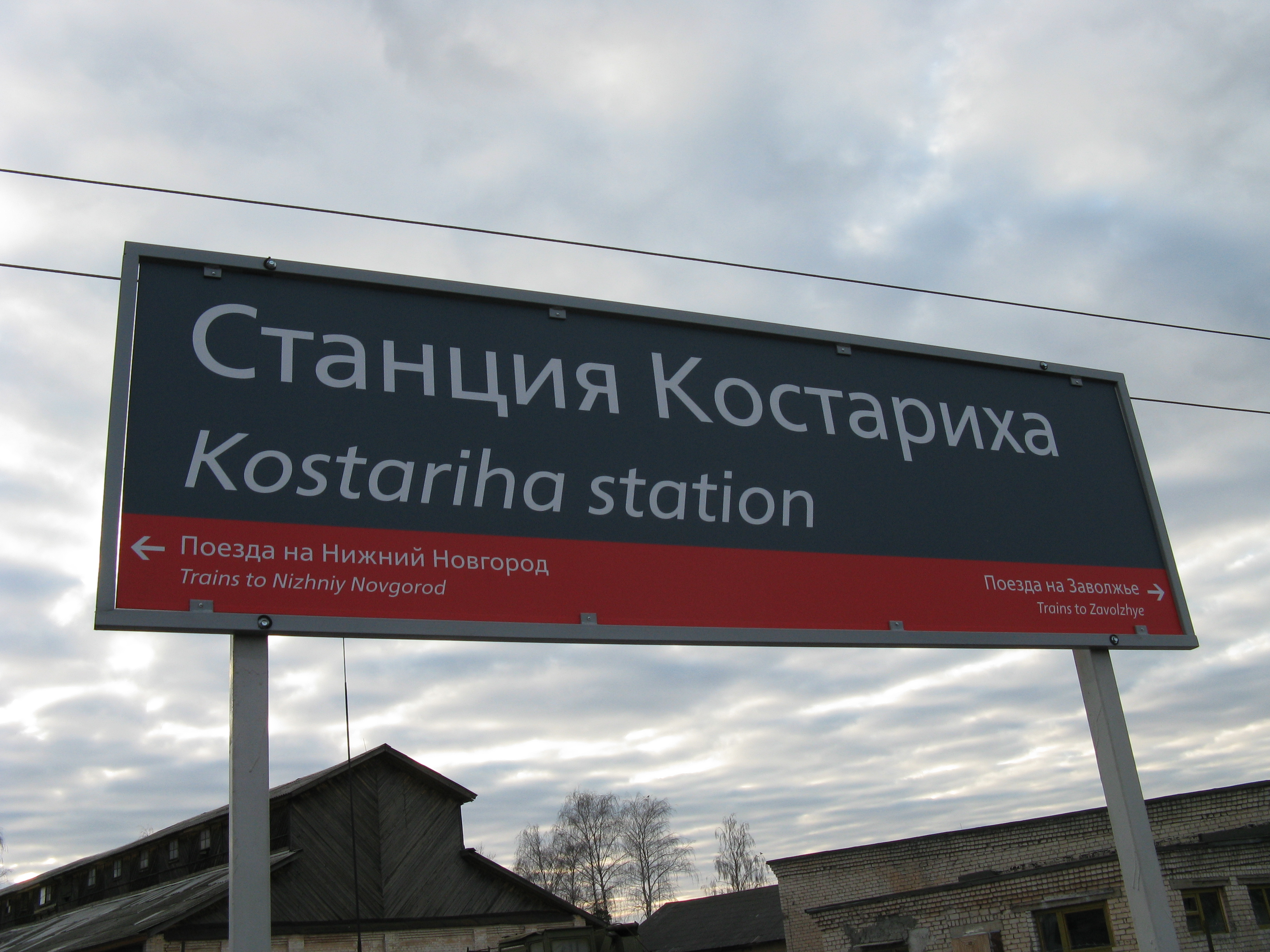
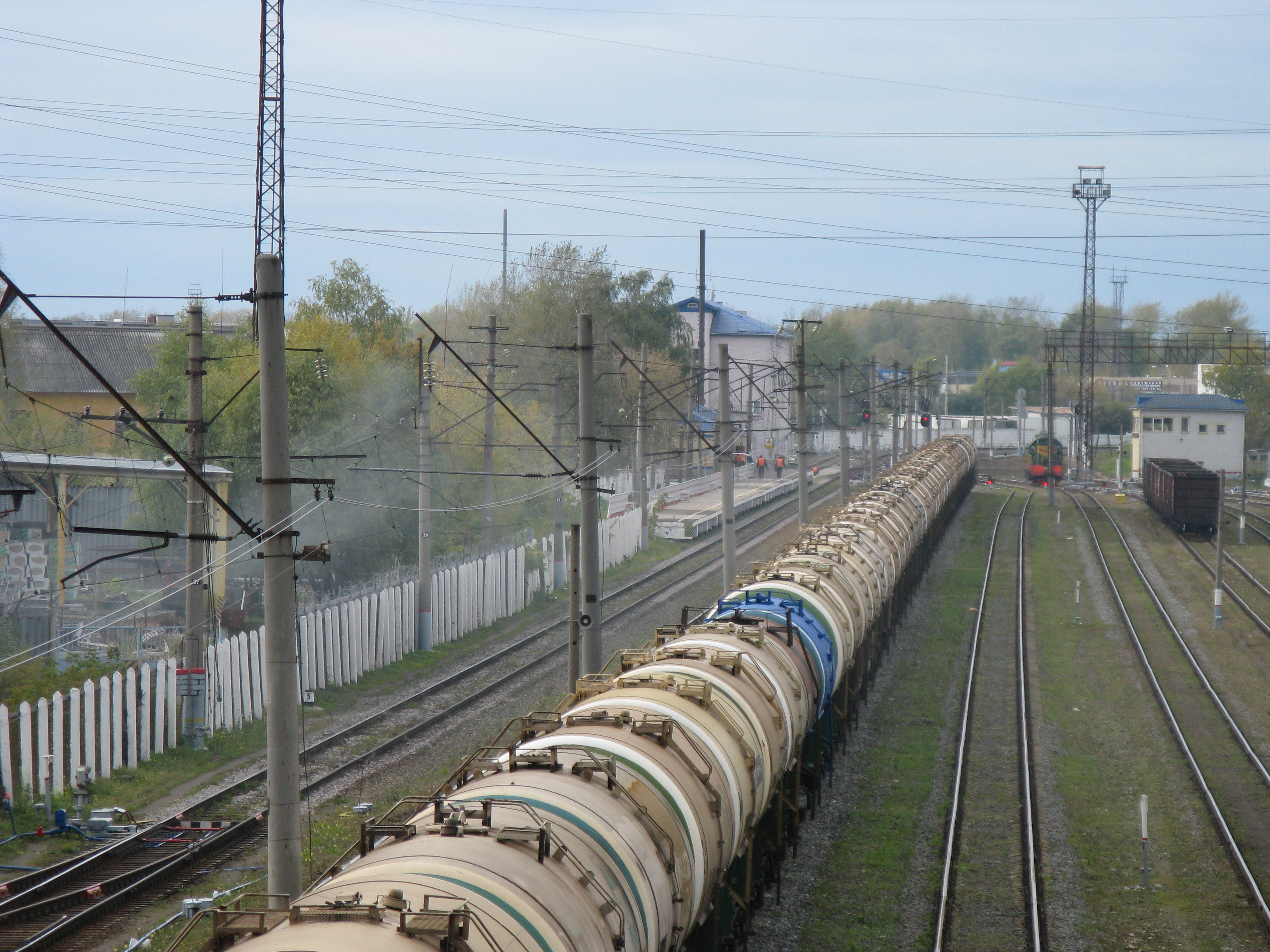
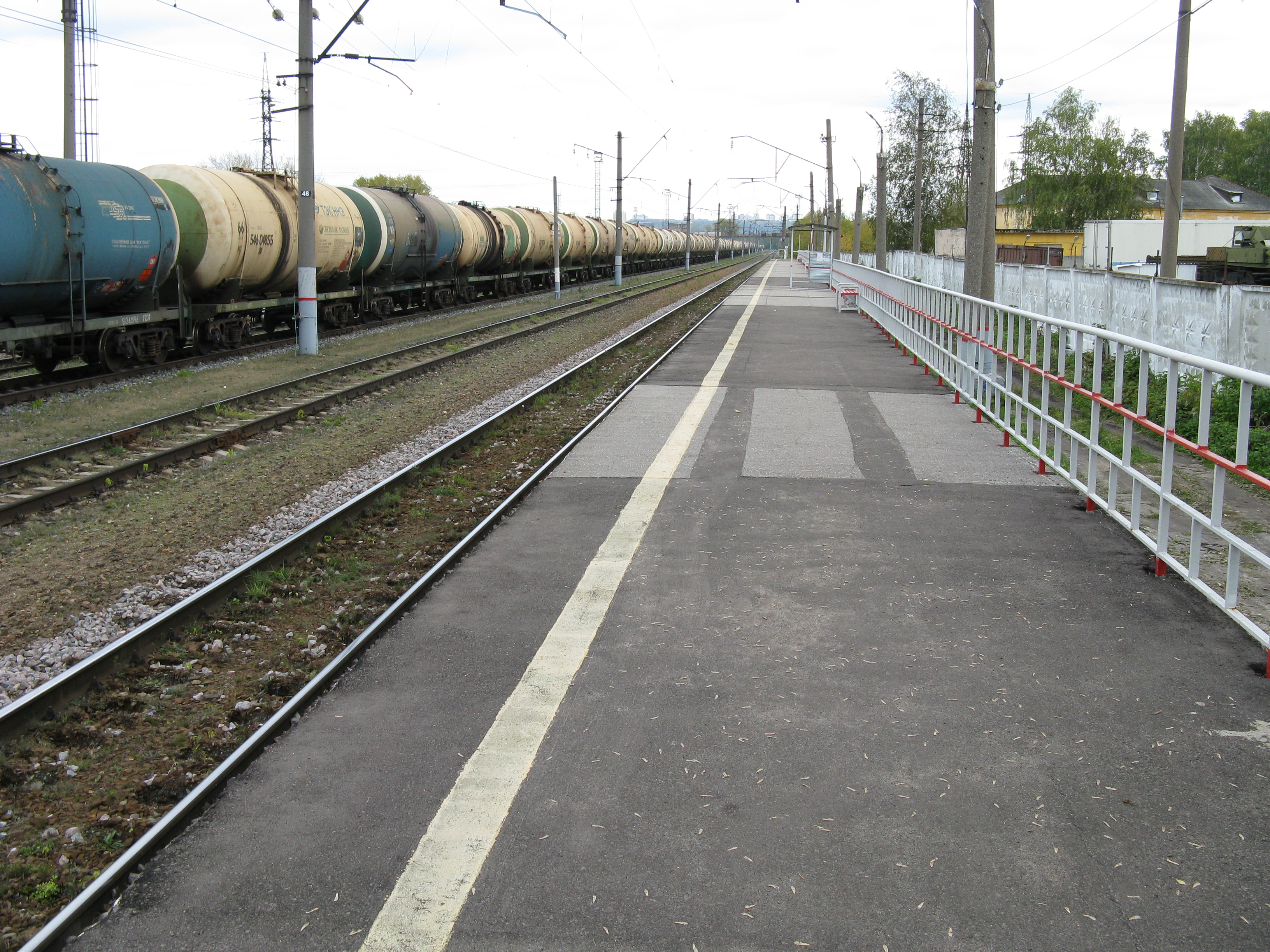

## Коммерческие операции
На станции выполняются следующие работы (параграфы)
- 1	Приём и выдача повагонных отправок грузов, допускаемых к хранению на открытых площадках станций.
- 10	Приём и выдача грузов в универсальных контейнерах массой брутто 24 (30) и 30 т на станциях.
- 3	Приём и выдача грузов повагонными и мелкими отправками, загружаемых целыми вагонами, только на подъездных путях и местах необщего пользования.
- 5	Приём и выдача грузов в универсальных контейнерах массой брутто 3,3 (5) и 5,5 (6) т на станциях.
- 8	Приём и выдача грузов в универсальных контейнерах массой брутто 20 и 24 т на станциях.
- 9	Приём и выдача мелких отправок грузов, допускаемых к хранению на открытых площадках станций.
- О	Посадка и высадка пассажиров на (из) поезда пригородного и местного сообщения. Приём и выдача багажа не производятся.